# Каподастър
Каподастърът е механично приспособление, което се поставя на грифа на китарата, по рядко на други музикални инструменти, като някои видове лютня, които имат прагчета на грифа, с цел музикалният строй да бъде повишен на определен интервал.
Има различни видове каподастри, като общото при тях е, че те притискат струните към грифа преди определено прагче. При отсъствие на каподастър това може да бъде постигнато чрез т.нар. баре, но някои по сложни музикални произведения, особено такива, които се изпълняват в разнороден ансамбъл, изискват употребата на каподастър.
Често бива наричан „изкуствено баре“.